# Jade Hochschule
Die Jade Hochschule ist eine staatliche Fachhochschule im nordwestlichen Niedersachsen mit Studienorten in Wilhelmshaven, Oldenburg und Elsfleth. Die Hochschule bietet 37 Bachelor- und 13 Master-Studiengänge in sechs Fachbereichen an und hat rund 7200 eingeschriebene Studierende sowie über 650 Lehrende und Mitarbeitende. Die Jade Hochschule versteht sich als moderne Hochschule mit maritimem Schwerpunkt und ingenieur- und wirtschaftswissenschaftlichen Studiengängen.
Präsident der Jade Hochschule ist seit dem 1. September 2015 Manfred Weisensee. Die Studierenden werden in wirtschaftlichen, gesundheitlichen, sozialen und kulturellen Angelegenheiten durch das Studierendenwerk Oldenburg betreut.

## Geschichte
Die Jade Hochschule wurde am 2. September 2009 gegründet. Sie ging aus der ehemaligen Fachhochschule Oldenburg/Ostfriesland/Wilhelmshaven hervor.
Die Gründung der Hochschule erfolgte auf Empfehlung der Strukturkommission „Zukünftige Entwicklung der Fachhochschule Oldenburg/Ostfriesland/Wilhelmshaven“, die der Niedersächsischen Landesregierung die Aufteilung der erst im Jahr 2000 zusammengelegten FH Oldenburg/Ostfriesland/Wilhelmshaven in die neuen Hochschulen Fachhochschule Wilhelmshaven/Oldenburg/Elsfleth und Fachhochschule Emden/Leer vorschlug.
Im Oktober 2009 wurde für die neue Hochschule der Name „Jade Hochschule“ gewählt. Der Begriff Jade bezieht sich auf den Fluss Jade und wird als verbindendes Element der drei Studienorte der Hochschule gesehen. Er sei „eingängig, international verständlich, in mehreren Sprachen problemlos auszusprechen und wettbewerbsfähig“ und habe „einen hohen Wiedererkennungswert“.
Alle drei Studienorte der Hochschule – Wilhelmshaven, Oldenburg und Elsfleth – haben eine lange Tradition in ihren jeweiligen Ausbildungsschwerpunkten. So geht die nautische Ausbildung in Elsfleth auf das Jahr 1832 zurück. Mittlerweile befindet sich hier die größte nautische Ausbildungsstätte in Deutschland. In Oldenburg werden seit 1877 Ingenieure ausgebildet. In Wilhelmshaven wurde 1947 die Ursprungsakademie für Betriebswirte gegründet. Jedoch gab es auch hier bereits seit 1901 Ingenieurs- und ab 1923 auch höhere Verwaltungs- und Wirtschafts-Schulen der Marine.

## Hochschulleitung
Gründungspräsident der Jade Hochschule war Elmar Schreiber, der zuvor an der Hochschule Bremen tätig war. Die Amtszeit des Gründungspräsidenten endete am 31. August 2015. Am 1. September 2015 folgte ihm Manfred Weisensee in der Position nach.

## Fachbereiche
An den drei Studienorten gibt es sechs Fachbereiche mit 50 Studiengängen. Die Fachbereiche verteilen sich auf folgende Studienorte:

### Wilhelmshaven

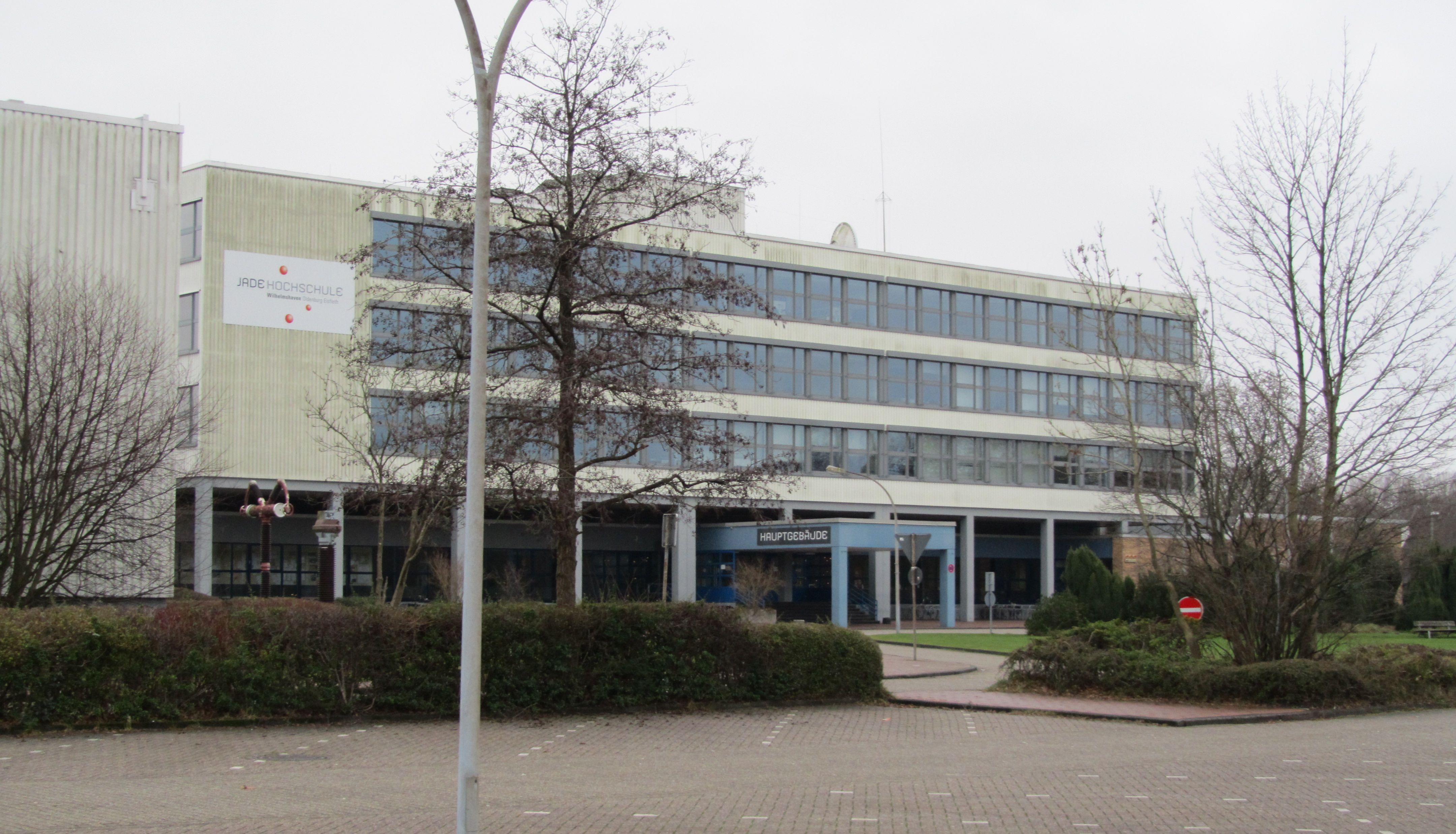
Hauptgebäude des Studienortes Wilhelmshaven

- Fachbereich Ingenieurwissenschaften

- Elektrotechnik (Bachelor, Bachelor dual, Master)
- Ingenieurinformatik (Master)
- Maschinenbau (Bachelor, Bachelor dual, Master)
- Mechatronik (Bachelor, Bachelor dual)
- Medizintechnik (Bachelor, Bachelor dual)
- Meerestechnik (Bachelor)
- Projektingenieurwesen (Bachelor)

- Fachbereich Management, Information, Technologie (MIT)

- Management digitaler Medien (Master)
- Medienwirtschaft und Journalismus (Bachelor)
- Nachhaltigkeitsmanagement (Bachelor)
- UX/XR - Usability und Digitale Welten (Bachelor)
- Wirtschaftsinformatik (Bachelor)
- Wirtschaftsingenieurwesen (Bachelor, Online-Bachelor, Master)

- Fachbereich Wirtschaft und Gesellschaft

- Bank- und Versicherungswirtschaft (Bachelor dual)
- Betriebswirtschaftslehre (Online-Bachelor, Online-Master)
- Consulting und Digitale Wirtschaft (Bachelor)
- International Business Studies (Bachelor)
- Internationales Tourismusmanagement (Bachelor)
- Management in der Gesundheits- und Sozialwirtschaft (Bachelor dual)
- Soziale Arbeit (Bachelor)
- Strategisches Management (Master)
- Tourismusmanagement (Bachelor, Online-Bachelor)
- Wirtschaft (Bachelor)
- Wirtschaft im Praxisverbund (Bachelor dual)

### Oldenburg
- Fachbereich Architektur

- Architektur (Bachelor, Master)
- Urban Design (Bachelor, Master)

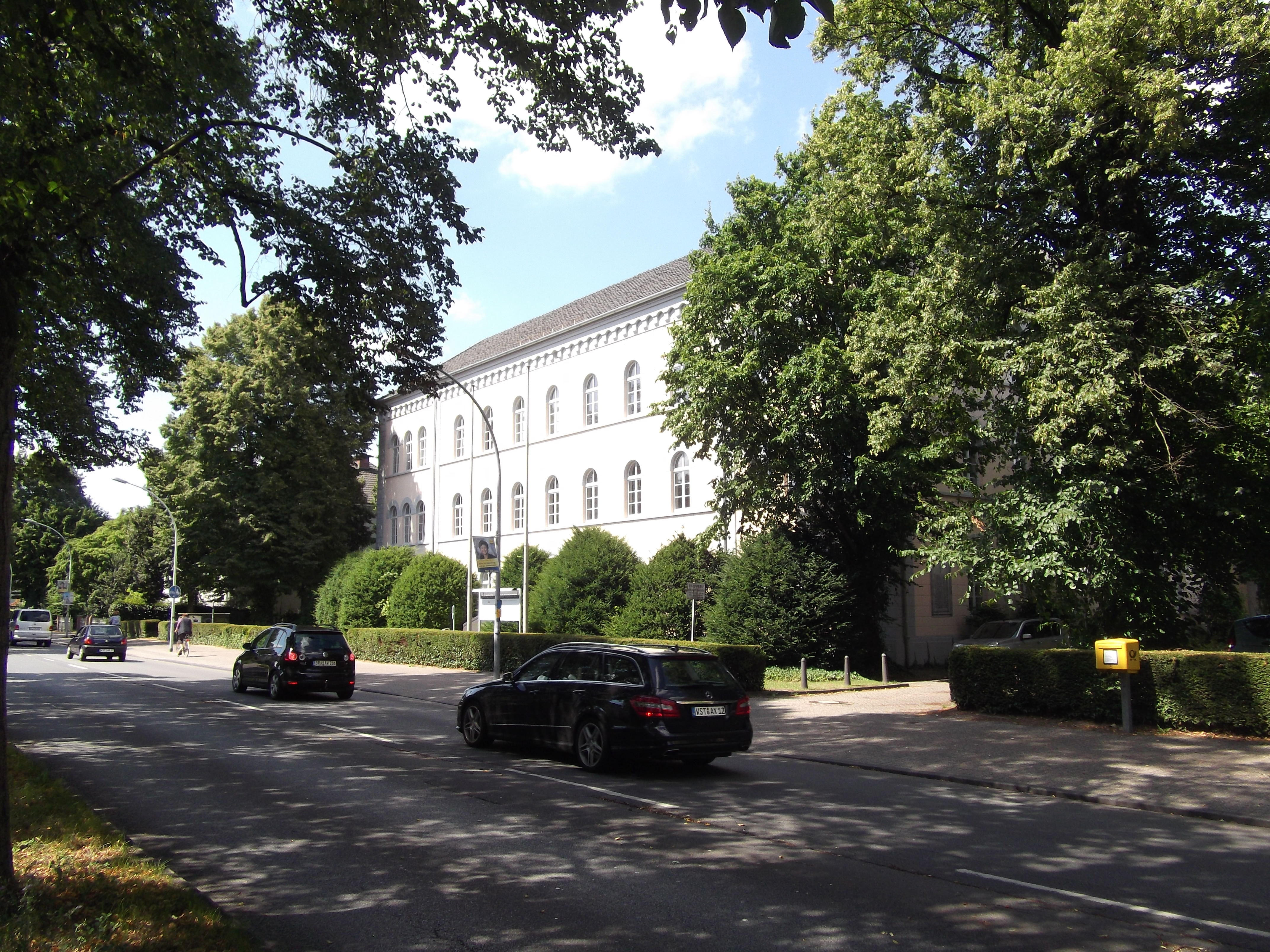
Artillerie-Kaserne Oldenburg von 1847

- Fachbereich Bauwesen Geoinformation Gesundheitstechnologie

Abteilung Bauwesen
- Bauingenieurwesen (Bachelor)
- Facility Management und Immobilienwirtschaft (Master)
- Management und Engineering im Bauwesen (Master)
- Umweltingenieurwesen - Bau (Bachelor)
- Wirtschaftsingenieurwesen Bauwirtschaft (Bachelor)
- Wirtschaftsinformatik - Bau (Bachelor)

Abteilung Geoinformation
- Angewandte Geodäsie (Bachelor)
- Geoinformatik (Bachelor)
- Geoinformationswissenschaften (Master)
- Raumplanung (Bachelor)
- Wirtschaftsingenieurwesen Geoinformation (Bachelor)

Abteilung Technik und Gesundheit für Menschen
- Angewandte Pflegewissenschaft (Bachelor)
- Applied Data Science (Bachelor)
- Hebammenwissenschaft (Bachelor)
- Hörtechnik und Audiologie (Bachelor)
- Logopädie (Bachelor)
- Public Health (Master)

### Elsfleth
- Fachbereich Seefahrt und Logistik

- International Maritime Management (Master)
- Internationales Logistikmanagement (Bachelor)
- Maritime Management (Master)
- Nautik und Seeverkehr (Bachelor)
- Schiffs- und Hafenbetrieb (Bachelor berufsbegleitend, Bachelor dual)
- Seeverkehrs- und Hafenwirtschaft (Bachelor)
- Wirtschaft im Praxisverbundg (Bachelor dual)

## Familiengerechte Hochschule
Seit 2011 wurde die Jade Hochschule mehrfach als familiengerechte Hochschule ausgezeichnet. Das Zertifikat wird durch die berufundfamilie gGmbH der Hertie-Stiftung jeweils für drei Jahre verliehen und ist ein Angebot an öffentlichen Institutionen zur Verbesserung der Vereinbarkeit von Familie und Beruf.

## Entfernung zwischen den Studienorten
| Luftlinie in km | Elsfleth | Oldenburg | Wilhelmshaven |
| --------------- | -------- | --------- | ------------- |
| Elsfleth        | –        | 21        | 42            |
| Oldenburg       | 21       | –         | 46            |
| Wilhelmshaven   | 42       | 46        | –             |

## Bekannte Absolventen
- Matthias Groote (* 1973), Politiker, Mitglied des Europäischen Parlaments 2005 bis 2016, Landrat Landkreis Leer seit 2016
- Wilfried Grunau (* 1958), Geodät, Präsident des Verbandes Deutscher Vermessungsingenieure (seit 1993) und des Zentralverbandes der Ingenieurvereine (seit 2014), Träger des Bundesverdienstkreuzes (2011)
- Horst Werner Janssen (1933–2017), Kapitän und Reeder, Ehrenbürger von Elsfleth, Träger des Bundesverdienstkreuzes
- Olaf Lies (* 1967), Politiker, niedersächsischer Ministerpräsident (seit 2025)
- Harald Lucht (1935–2020), Geodät, Senatsrat a. D. der Freien Hansestadt Bremen und Honorarprofessor der Hochschule Bremen.
- Carola Rackete (* 1988), Kapitänin und Aktivistin
- Werner Rettig (* 1942), Politiker, Mitglied des Niedersächsischen Landtages von 1986 bis 1994
- Niels Stolberg (* 1960), Unternehmer, Reeder, Gründer von Beluga Shipping GmbH

## Kooperationen
Die Hochschule ist Partner der Fraunhofer-Allianz Vision, ein Zusammenschluss von Einrichtungen der Fraunhofer-Gesellschaft zum Thema Bildverarbeitung und maschinelles Sehen.